# Vincebus Eruptum
Vincebus Eruptum (/ vɪŋˈkeɪbəs ɪˈrʌptəm / Latin: Algarabía Azul) es el álbum debut del grupo de rock estadounidense Blue Cheer, lanzado por Philips Records en enero de 1968 y considerado por varios fans y músicos de la talla de Rush y Eric Clapton como uno de los primeros ejemplares del heavy metal de la historia.
La formación estuvo compuesta por Dickie Peterson en el bajo y el canto, Paul Whaley en la batería y Leigh Stephens en la guitarra, alcanzó el puesto N.º 11 del Billboard 200 y por este logro se le considera el disco más exitoso de la banda, además del más importante junto con su sucesor Outsideinside (1968) por lo novedosos y adelantados a su época, los cuales sirvieron de inspiración para el futuro desarrollo de géneros musicales como el heavy metal, el punk rock, el grunge y el stoner rock.
El disco estuvo fuertemente influenciado por artistas del hard rock psicodélico como The Jimi Hendrix Experience y Cream, quienes no solo los inspiraron musicalmente sino también en cuanto a su estructura de power trio.
Además, el disco también estuvo fundamentalmente inspirado por el blues (característica que se convertiría en una constante de la banda en sus posteriores trabajos), siendo evidente gracias a los covers de "Rock Me Baby" de B. B. King, "Parchment Farm" de Mose Allison y sobre todo "Summertime Blues" de Eddie Cochran, el cual se convirtió en el mayor hit-single de toda la carrera de la banda. La portada fue obra del artista gráfico John Van Hamersveld.

## Listado de canciones

### Lado A
| N.º   | Título             | Escritor(es)                  | Duración |  |
| 1.    | «Summertime Blues» | Eddie Cochran, Jerry Capehart | 3:45     |  |
| 2.    | «Rock Me Baby»     | B. B. King, Joe Josea         | 4:19     |  |
| 3.    | «Doctor Please»    | Dickie Peterson               | 7:50     |  |
| 15:54 |                    |                               |          |  |

### Lado B
| N.º   | Título               | Escritor(es)    | Duración |  |
| 4.    | «Out Of Focus»       | Dickie Peterson | 3:56     |  |
| 5.    | «Parchment Farm»     | Mose Allison    | 5:47     |  |
| 6.    | «Second Time Around» | Dickie Peterson | 6:17     |  |
| 16:00 |                      |                 |          |  |

### Bonus track, Akarma Records 1999
| N.º  | Título           | Escritor(es)        | Duración |  |
| 7.   | «All Night Long» | Ralph Burns Kellogg | 2:06     |  |
| 2:06 |                  |                     |          |  |

## Personal
- Dickie Peterson – Bajo eléctrico, voz
- Leigh Stephens – Guitarra eléctrica
- Paul Whaley – Batería

## Otros créditos
Otros músicos
- Bruce Stephens – Guitarra eléctrica (tema 7) *sin acreditar

Arte y diseño
- John Van Hamersveld
- Allen "Gut" Turk
- Owsley Stanley (poema)